# 호프만우는토끼
호프만우는토끼 또는 호프만피카(Ochotona hoffmanni)는 우는토끼과에 속하는 포유류의 일종이다. 몽골의 고유종이다. 자연 서식지는 암반 지대이다.